# Alexis Studite
Alexis Studite (?-1043) fut patriarche de Constantinople de décembre 1025 au 20 février 1043.

## Biographie
Le moine Alexis était le supérieur du monastère de Stoudios, d’où son surnom. Lorsqu’il vient présenter à l’empereur Basile II mourant le chef de saint Jean-Baptiste, le vieux monarque le fait immédiatement introniser par Jean le Protonotaire avant de mourir.
Le 11 avril 1034, le patriarche Alexis est convoqué au palais par l’empereur Romain III Argyre. Lorsqu’il se présente il apprend que le souverain est mort et il est reçu par l’impératrice Zoé de Byzance sur une estrade, qui lui demande de célébrer immédiatement son union avec Michel le Paphlagonien qui était son amant. Le patriarche, frappé de stupeur, hésite à prononcer le mariage. Afin de faire taire ses scrupules, l’impératrice Zoé et Jean l’Orphanotrophe, qui était le frère de Michel, lui font un don de 50 livres d’or pour lui et 50 autres livres pour son clergé.
Quelques années après, le même Jean l’Orphanotrophe aspire à monter lui-même sur le trône patriarcal. Il obtient l’appui des évêques Démétrios de Cyzique, Antoine de Nicomédie et de ceux de Sidé et d’Ancyre. Le patriarche Alexis met ce projet en échec et reçoit le soutien du reste de son Église après avoir rappelé qu’il avait déjà couronné trois empereurs et que le démettre revenait à rendre ces actes illégitimes.
Michel V le Calfat, après avoir fait enfermer sa mère adoptive, l’impératrice Zoé, dans un couvent, voulut également se débarrasser du patriarche afin de contrôler la totalité du pouvoir. Il attire Alexis hors de Constantinople afin de le faire arrêter puis tuer par la garde varangue. Alexis réussit à soudoyer ses agresseurs, il regagne Sainte-Sophie et fait battre la simandre pour ameuter la foule. Le peuple rassemblé s’empresse de délivrer l’impératrice et d’arrêter Michel le Calfat, qui est aveuglé (20 avril 1042).
Alexis Studite s'abstient de procéder lui-même à l'union du futur empereur Constantin Monomaque et de Zoé, qui est célébrée par un simple prêtre nommé Stypès. Toutefois, après la cérémonie, il embrasse affectueusement les nouveaux époux et, le lendemain, procède au couronnement du nouvel empereur.
À la mort d’Alexis, le 20 février 1043, l’empereur Constantin X fait saisir 25 kenténeria d’or amassés par le défunt au monastère d’Alexis, qui faisait partie du palais patriarcal.